# Thomas Ricciardi
Thomas Ricciardi (1952) è un mafioso e collaboratore di giustizia statunitense di origine italoamericana.
Thomas Ricciardi, detto "Tommy Boy", è stato un soldato della famiglia Lucchese e membro della fazione del New Jersey, chiamata "The Jersey Crew", che è stato inserito nel Programma di Protezione Testimoni. La sua figura è raccontata nel libro di Robert Rudolph "The Boys From New Jersey: How The Mob Beat The Feds".
Prima di diventare informatori, Thomas e suo fratello Daniel Ricciardi erano affiliati alla fazione del New Jersey della famiglia Lucchese dove, agli ordini di Michael Taccetta si occupavano del gioco d'azzardo e di scommesse clandestine. Nel 1984 la famiglia Lucchese voleva farsi cedere una parte di una ditta del Jersey chiamata Joker Poker, che costruiva macchine per il video poker. Il proprietario, Vincent "Jimmy Sinatra" Craparotta Sr., fu picchiato a morte da Ricciardi e da un suo complice con delle mazze da golf.
Nell'agosto 1988, Thomas, suo fratello Daniel e altri venti membri della fazione del New Jersey furono assolti in un processo durato 21 mesi. Durante il processo si creò una forte rivalità tra il potente boss Accetturo, un tempo molto potente, e i fratelli Taccetta per il controllo del crimine organizzato. Alla fine Accetturo andò volontariamente in esilio in Florida, per evitare di essere ucciso e Ricciardi, a capo di un gruppo di uomini a lui leali, cercò di prendere il posto dei Taccetta. Il 18 aprile 1991, Ricciardi è stato incriminato con Michael Taccetta, Anthony Accetturo e Michael Perna con l'accusa di corruzione.
Il 13 agosto 1993 i tre leader delle fazioni, che intanto volevano la morte gli uni degli altri, furono giudicati colpevoli di corruzione per aver organizzato, attraverso società private di loro proprietà, un racket che gli aveva fruttato milioni di dollari attraverso fatture gonfiate alla città di Newark per la rimozione ed il riciclaggio dei rifiuti nonché per lo spargimento di sale sulle strade. Thomas Ricciardi e Anthony Accetturo hanno accettato di collaborare con gli investigatori e hanno testimoniato contro Taccetta e Michael Perna.
Il 6 settembre 2001, dopo aver scontato una pena di 10 anni di carcere, Ricciardi è stato rilasciato ed è entrato nel programma di protezione dei testimoni.